# حاتم حسینی
حاتم حسینی (متولد اول فروردین ۱۳۴۹، پاوه) جمعیت‌شناس ایرانی و دانشیار گروه علوم اجتماعی دانشگاه بوعلی سیناست. او همه مقاطع تحصیلی را در دانشگاه تهران گذراند و در سال ۱۳۸۷ با نگارش رساله‌ای به راهنمایی محمدجلال عباسی شوازی موفق به اخذ مدرک دکترا شد.
پژوهش‌های او عمدتاً در حوزهٔ جمعیّت‌شناسی گروه‌های قومی، بهداشت باروری، تنظیم خانواده، سیاست‌های جمعیّتی، باروری، ازدواج، تغییرات خانواده، جمعیّت‌شناسی سالخوردگی، جمعیّت‌شناسی کشورهای مسلمان و نرم‌افزارهای جمعیّتی است.

## کتاب‌ها
- روش‌های جمعیت‌شناسی، اندرو هایند، حاتم حسینی (مترجم)، غلامرضا کهنسالی (مترجم)، تهران: مرکز مطالعات و پژوهشهای جمعیتی آسیا و اقیانوسیه، ۱۳۸۵
- روش‌های غیرمستقیم برآورد شاخص‌های جمعیتی (راهنمای گام به گام برآورد مرگ و میر کودکان)، حاتم حسینی (مترجم)، بخش جمعیت سازمان ملل متحد (تهیه‌کننده)، تهران: مرکز مطالعات و پژوهشهای جمعیتی آسیا و اقیانوسیه، ۱۳۸۴
- مقدمه‌ای بر اصول و روش‌های تحلیل جمعیت‌شناختی، گیلام‌جی وانش، مارک ترموت، حاتم حسینی و غلامرضا کهنسالی (مترجمان)، همدان: دانشگاه بوعلی سینا، ۱۳۸۳
- درآمدی بر جمعیت‌شناسی اقتصادی - اجتماعی و تنظیم خانواده، حاتم حسینی، ویرایش دوم، تهران: دانشگاه بوعلی سینا، ۱۳۸۶
- جمعیت و تنظیم خانواده، حاتم حسینی، تهران: نشر فن‌آوران، ۱۳۷۹
- DemProj: نرم‌افزار پیش‌بینی جمعیت، جان استوور، شارون کرمایر، حاتم حسینی، تهران: مرکز مطالعات و پژوهش‌های جمعیتی آسیا و اقیانوسیه، ۱۳۸۴
- Mortpak: بسته نرم‌افزاری سازمان ملل برای اندازه‌گیری مرگ و میر (تحت ویندوز)، حاتم حسینی، تهران: جامعه‌شناسان، ۱۳۹۰
- Spectrum: سیستم مدل‌سازی سیاست گذاری، جان استوور، شارون کرمایر، لورا هیتون، اد ابل، حاتم حسینی (مترجم)، تهران: جامعه‌شناسان، ۱۳۸۸
- Mortpak-lite: بسته نرم‌افزاری سازمان ملل برای اندازه‌گیری مرگ و میر، مهدی رضایی، حاتم حسینی، همدان: دانشگاه بوعلی سینا، ۱۳۸۱